# Aloara de Capua
Aloara (d. 992) de Capua, văduva principelui longobard Pandulf Cap de Fier, conducător în Capua și Benevento, a guvernat cele două state dovedind abilitate.
Soțul ei a murit la Capua în 981, lăsând în grija Aloarei cinci fii; Landulf, principe de Capua și Benevento; Pandulf, principe de Salerno; Atenulf, intitulat conte și marchiz, probabil de Camerino; Landenulf, principe de Capua; și Laidulf care au ajuns, cu toții, la un moment sau altul, la conducerea principatelor longobarde din sudul Italiei.
Landulf al IV-lea a dispărut într-o bătălie luptând pentru împăratul occidental în 982, împotriva bizantinilor și sarazinilor. Fratele său Landenulf i-a succedat, însă, fiind prea tânăr, împăratul Otto I "cel Mare" l-a învestit cu principatul de Capua, astfel încât Aloara să poată guverna în comun cu el. Această hotărâre a fost confirmată de Theofano, văduva împăratului Otto al II-lea și regentă pe timpul minoratului lui Otto al III-lea. Aloara și-a început guvernarea din 982. Ea a guvernat cu multă înțelepciune și curaj.
Landenulf a fost asasinat în urma unui complot al apropiaților săi, în 993; iar fratele său Laidulf, care i-a urmat, a fost deposedat de către împăratul Otto al III-lea, în 999, fiind suspectat de a fi participat la moartea fratelui său.